# Valentin le vagabond
Pour les articles homonymes, voir Valentin.
Valentin le vagabond est une série de bande dessinée créée par René Goscinny (scénario) et Jean Tabary (dessin) poursuivie par ce dernier seul à partir de 1964, publiée du 1er mars 1962 au 16 août 1973 dans Pilote puis du 1er mars 1974 au 1er novembre 1974 dans Lucky Luke, certains courts récits étant repris par la suite dans les magazines Les Récrés de Totoche et Les Vacheries de Corinne à Jeannot. La série a été éditée en album de 1973 à 1977 aux éditions Dargaud puis en réédition aux Éditions Tabary en 1991 et 2001, avant publication d'une intégrale en deux volumes chez IMAV éditions en 2018 et 2019.

## Historique
René Goscinny avait apprécié le premier récit de Grabadu et Gabaliouchtou publié par Jean Tabary dans Pilote et souhaitait travailler avec ce dernier. En 1962, René Goscinny crée ainsi à la suite deux séries pour Jean Tabary : Les Aventures du Calife Haroun el Poussah, qui sera renommée par la suite Les Aventures du Grand Vizir Iznogoud, dans le magazine Record le 15 janvier 1962, puis Valentin le vagabond dans le magazine Pilote le 1er mars 1962. Après quatre courts récits, accaparé tant par les nombreuses autres séries qu'il scénarise que par ses fonctions de rédacteur en chef de Pilote qu'il occupe à partir de 1963, René Goscinny renonce à Valentin le vagabond. Jean Tabary poursuit la série seul régulièrement jusqu'en 1974, écrivant tous les scénarios, à l'exception de deux épisodes dont le scénario a été écrit par Fred : L’Alchimiste en 1969 et un récit court de deux planches en 1970, La réussite. À la suite d'un différend entre Fred et Jean Tabary, ce dernier n'a dessiné que les quinze premières planches de L'Alchimiste, le reste du récit ayant été dessiné par son frère, Pierre Tabary, sous le nom de Peter Glay, qui réalise seul le dessin de La Réussite.

## Description

### Résumé
Valentin est ainsi présenté par René Goscinny au début du premier récit : 

« Valentin, homme fin, cultivé, un peu poète, aime beaucoup de choses : la liberté, les fleurs, les animaux, et même les gens… »

Le ton est donné : René Goscinny et Jean Tabary réalisent avec Valentin le vagabond, sorte de Charlot hippie, « une fable sur une génération qui, une fleur a la bouche, rêvait de Peace and Love ».
Valentin est donc un vagabond très sympathique, grandement naïf, aimant la nature, divaguant dans la campagne française et réussissant toujours à être embarqué contre sa volonté dans d’incroyables péripéties. Durant toutes ses aventures, il doit abandonner son vagabondage et s'immerger dans la folie du monde, croisant toujours des personnes plus bêtes que véritablement méchantes, notamment des gendarmes qui ne voient en lui qu’un voleur.

### Personnages
- Valentin : homme cultivé, bohème, vagabond par choix

## Publications

### Dans des périodiques
- Pilote du 1er mars 1962 au 16 août 1973, éditions Dargaud
- Lucky Luke du 1er mars 1974 au 1er novembre 1974, éditions Dargaud

| Titre                                                                | Année | n° de Pilote | Commentaire                                                                                             |
| -------------------------------------------------------------------- | ----- | ------------ | --- |
| Valentin le vagabond (une histoire de 4 planches)                    | 1962  | n° 123       | scénario de Goscinny                                                                                    |
| La Vie de Château (une histoire de 8 planches)                       | 1962  | n° 139       | scénario de Goscinny                                                                                    |
| L’Évadé (une histoire de 8 planches)                                 | 1962  | n° 165       | scénario de Goscinny                                                                                    |
| Aux sports d’hiver (une histoire de 6 planches)                      | 1963  | n° 190       | scénario de Goscinny                                                                                    |
| Le Prisonnier récalcitrant                                           | 1963  | n° 213 à 235 | |
| Valentin souhaite une bonne année à tout le monde (gag)              | 1963  | n° 218       | |
| Oncle Poule raconte : Mettre tous ses œufs dans le même panier (gag) | 1964  | n° 230       | |
| Valentin le vagabond fait le singe                                   | 1694  | n° 236 à 258 | |
| Les Mauvais Instincts                                                | 1964  | n° 268 à 289 | Couverture du n° 268                                                                                    |
| Et vive les vacances ! (illustration de couverture)                  | 1965  | n° 298       | Couverture du n° 298                                                                                    |
| Le Chef de gang                                                      | 1965  | n° 299 à 312 | |
| Les Signes avant–coureurs du printemps (une histoire de 2 planches)  | 1966  | n° 334       | |
| Le Bouton fatal (histoire de 8 planches)                             | 1966  | n° 337       | Couverture du n° 337                                                                                    |
| L’Auto–stop (une histoire de 8 planches)                             | 1966  | n° 347       | |
| Valentin vous pose une énigme (une histoire de 2 planches)           | 1966  | n° 356       | |
| L’Homme à abattre                                                    | 1967  | n° 378 à 391 | Couverture du n° 378                                                                                    |
| Menez la vie de château !(illustration de couverture)                | 1967  | n° 409       | Couverture du n° 409                                                                                    |
| L’Alchimiste                                                         | 1968  | n° 517 à 530 | scénario de Fred dessin de Jean Tabary et Pierre Tabary couverture du n° 517 dessinée par Pierre Tabary |
| La Réussite (une histoire de 2 planches)                             | 1970  | n° 543       | scénario de Fred dessin de Pierre Tabary                                                                |
| Valentin le vagabond et les hippies                                  | 1973  | n° 709 à 719 | |

| Titre                                                    | Année | n° de Lucky Luke | Commentaire |
| -------------------------------------------------------- | ----- | ---------------- | ----------- |
| Les Dévaliseurs (une histoire de 9 planches)             | 1974  | n° 1             |             |
| Moi j’veux bien ! (une histoire de 9 planches)           | 1974  | n° 2             |             |
| Aux fous ! (une histoire de 9 planches)                  | 1974  | n° 5             |             |
| Amour quand tu nous tiens ! (une histoire de 9 planches) | 1974  | n° 9             |             |

### En albums
- aux éditions Dargaud

1. Les Mauvais instincts, 44 planches, 1973 (DL 01/1973)[4],
réédition en format comics, édition brochée, couverture souple, dans la collection 16/22 no 2, 1977 (DL 01/1977) (ISBN 2-205-01100-6)[5]
2. Le Prisonnier récalcitrant, 48 planches, 1973 (DL 10/1973)[6],
réédition en format comics, édition brochée, couverture souple, dans la collection 16/22 no 16, 1977 (DL 07/1977) (ISBN 2-205-01114-6)[5]
3. Valentin le vagabond et les hippies, 44 planches, 1974 (DL 01/1974)[7]
4. Valentin le vagabond fait le singe, 48 planches, 1974 (DL 10/1974)[8]
5. Valentin et les autres, 42 planches, contient les quatre courts récits écrits par René Goscinny, 1975 (DL 10/1975)  (ISBN 2-205-00876-5)[9]
6. L'Héritage diabolique, 47 planches, 1977 (DL 04/1977)  (ISBN 2-205-01130-8)[10]
7. Aux fous, 44 planches, 1977 (DL 10/1977)  (ISBN 2-205-01157-X)[11]

- aux Éditions Tabary

1. Les Mauvais instincts, réédition du tome 1 de Dargaud, avec de nouvelles couleurs de Jean Tabary et une nouvelle couverture, 44 planches, 1991 (DL 10/1991)  (ISBN 2-904799-27-3)[4]
2. Valentin le vagabond fait le singe, réédition du tome 4 de Dargaud, avec de nouvelles couleurs de Jean Tabary, 48 planches, 2001 (DL 07/2001)  (ISBN 2-904799-47-8)[8]

- aux éditions IMAV éditions

1. L'Intégrale volume 1, 264 pages, reprend les histoires parues de 1962 à 1965 : Le Snob, La Vie de château, L'Évadé, Aux Sports d'hiver, Le Prisonnier récalcitrant, Valentin le vagabond fait le singe, Les Mauvais instincts, Le Chef de gang, avec 28 planches inédites en album et un dossier de 40 pages comprenant documents et inédits, 2018[2]
2. L'Intégrale volume 2, 264 pages, reprend les histoires parues de 1966 à 1977 : Le Bouton fatal, Valentin le vagabond et l’auto-stop, L’Héritage diabolique, L’Homme à abattre, L’Alchimiste, La Réussite, Valentin le vagabond et les hippies, Les Dévaliseurs, Moi j’veux bien !, Aux fous, Amour quand tu nous tiens !, Dernière histoire, avec un dossier de 40 pages comprenant documents et inédits, 2019[12]